# 青蓮教
青蓮教，又名無為金丹道，清代中後期的民間宗教教派，由羅教衍生而來，流行於四川、雲貴和湖北地區，分支眾多，多次發動起義，受清朝嚴厲鎮壓，清末演變為先天道、同善社等多個教派。青蓮教提倡打坐內丹，素食禁欲，主張反清復明，相信末劫降臨，信眾將獲無生老母與彌勒佛拯救，教義帶有顛覆政權意味。

## 歷史
青蓮教於清代雍正年間在江西創立，屬羅教支流之一:23，為與白蓮教競爭，命名「青蓮」，最高首領號稱「頂航」:732-733。1790年教首何若（何了苦）被發配往貴州龍里充軍，使青蓮教傳至貴州；何若弟子袁志謙又將青蓮教從貴州傳至雲南、四川和湖北，發展迅速:63，嘉慶年間，湖廣地區出現眾多青蓮教的結社:731。1827-1828年，受官府鎮壓，青蓮教分裂，領導人躲藏各地，分出很多支派:27。1843年，青蓮教首領在貴陽召開雲城會議，確立「五老」並治的局面:63，五老是水祖彭依法、金祖林依秘、木祖安依成、火祖陳依精和土祖宋依道，其中彭依法傳教於湖北。青蓮教聯結會黨與武裝組織，共同對抗官兵，成為祕密宗教集團，多次引發動亂:27-28、25，從事顛覆，受清朝嚴厲鎮壓，教眾被指為「齋匪」。1845年，青蓮教於武昌發動起義失敗:314-315；其後，長江一帶青蓮教領袖是劉儀順。清末民初之際，青蓮教衍生了先天道、同善社、歸根門、普度門等教派:26-27。紅教也是青蓮教的分支，1900年牽涉唐才常的反清密謀:316。

## 教義
青蓮教信奉羅教的無生老母，主張三期三佛說，世道沈淪，無生老母敕令三佛救世，最古有定光佛，後有釋迦佛，釋迦佛涅槃後，信徒必須苦修，直到彌勒佛出現，彌勒即將下凡，在末劫之世救濟衆生，讓九十二億的「原人」返還真空家鄉。信徒要喫齋和禁慾，「坐功運氣」，修練內丹:25。青蓮教信徒近半是女性，堅守素食，認為素食能淨化和鍛練身心，使信徒得以過度末劫，刀槍不入，不受官兵武器所傷，進入來生。無生老母將派彌勒佛降世，信眾將人人平等。青蓮教亦號稱要「興復大明」，以吸引信眾:315。青蓮教一面宣講劫難將至，一面刊印主張和睦行善的善書，既強調死後世界，也關注日常倫理:26。

## 外部連結
- 秦寶琦. . 中國人民大學清史研究所. 2012-09-26  [2014-10-03]. （原始内容存档于2020-11-07） （中文（简体））.
- 王見川. . 中國人民大學清史研究所. 2013-01-24  [2014-10-03]. （原始内容存档于2020-12-14） （中文（简体））.
- 周育民. . 中國人民大學清史研究所. 2012-10-21  [2014-10-03]. （原始内容存档于2020-12-14） （中文（简体））.
- 王琛發. . 孝恩文化基金會. 2014-05-22  [2014-10-03]. （原始内容存档于2014-10-06） （中文（简体））.